# Diplocoelus brunneus
Diplocoelus brunneus är en skalbaggsart som beskrevs av Leconte 1863. Diplocoelus brunneus ingår i släktet Diplocoelus och familjen dynsvampbaggar. Inga underarter finns listade i Catalogue of Life.